# Ромушкевич Валентина Іванівна
Ромушкевич Валентина Іванівна (17 грудня 1926 року) — український кліматолог, кандидат географічних наук, доцент Київського національного університету імені Тараса Шевченка.

## Біографія
Народилася 17 грудня 1926 року в місті Києві. Учасник Великої Вітчизняної війни. Закінчила 1952 року кафедру метеорології та кліматології географічного факультету Київського університету. Працює в університеті з 1952 року старшим інженером лабораторії спелеології, з 1956 року асистентом кафедри метеорології та кліматології, з 1963 року старшим викладачем, з 1964 року доцент. Викладала курси: «Синоптична метеорологія», «Аерологія», «Особливості синоптичних процесів в Україні».

## Наукові праці
Основні напрямки наукових досліджень: вивчення посушливих явищ: посух, суховіїв, пилових бур та синоптичних процесів, які їх викликають. Автор багатьох наукових праць. Основні праці:
1. Суховії на Україні: Монографія. — К., 1972 (у співавторстві).
2. Малорухомі циклони над Україною. // Вісник КДУ, 1973. Випуск 15 (у співавторстві).
3. Характеристика посушливих періодів на Україні / Географічні дослідження на Україні. — К., 1971. Випуск 3 (у співавторстві).